# Caronno Varesino
Caronno Varesino är en ort och kommun i provinsen Varese i regionen Lombardiet i Italien. Kommunen hade 4 881 invånare (2018).